# Palácio Sotto Maior

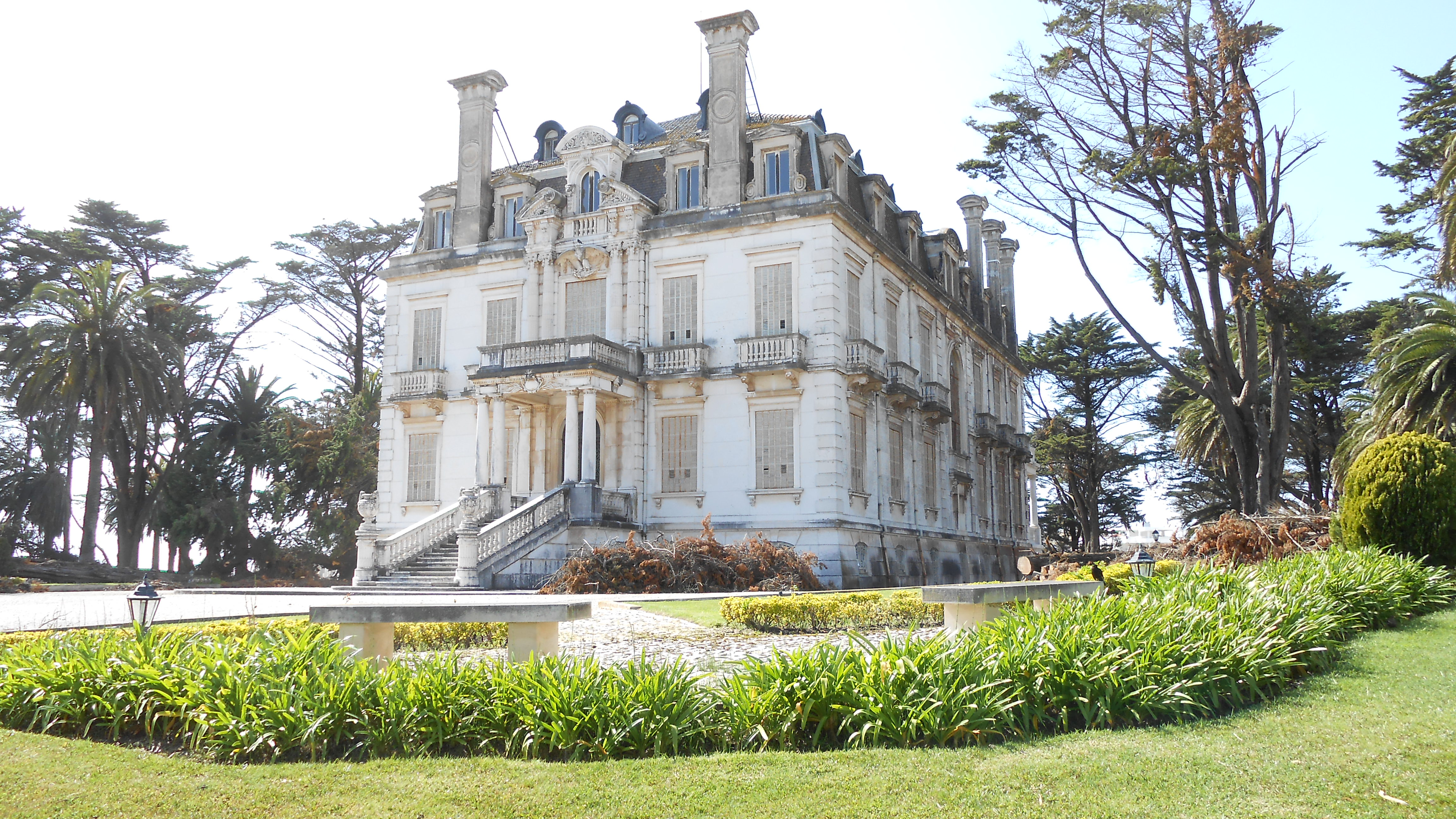
Das Hauptgebäude der Anlage

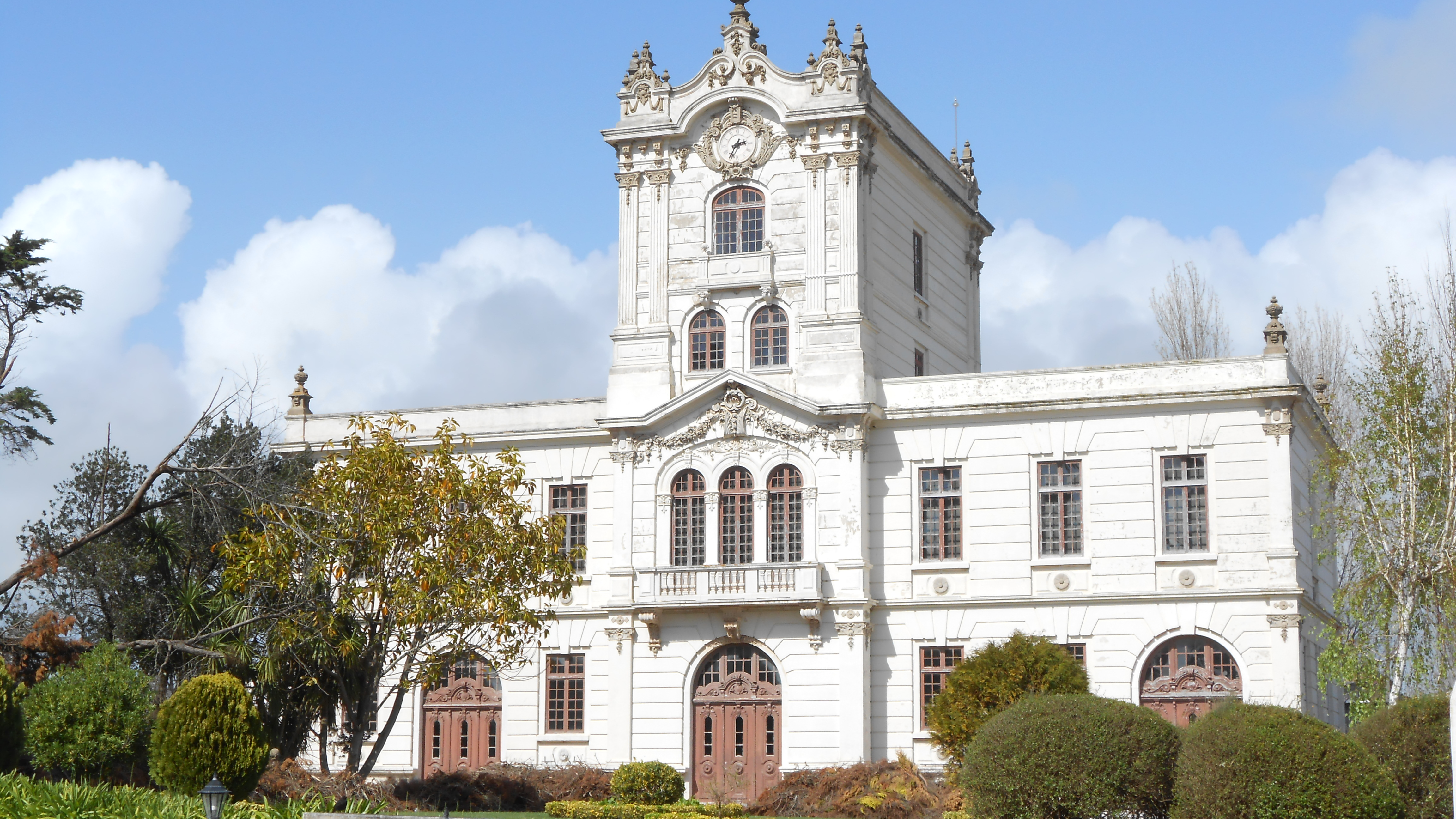
Das Nebengebäude, das ursprüngliche Kutschen- und Pferdehaus

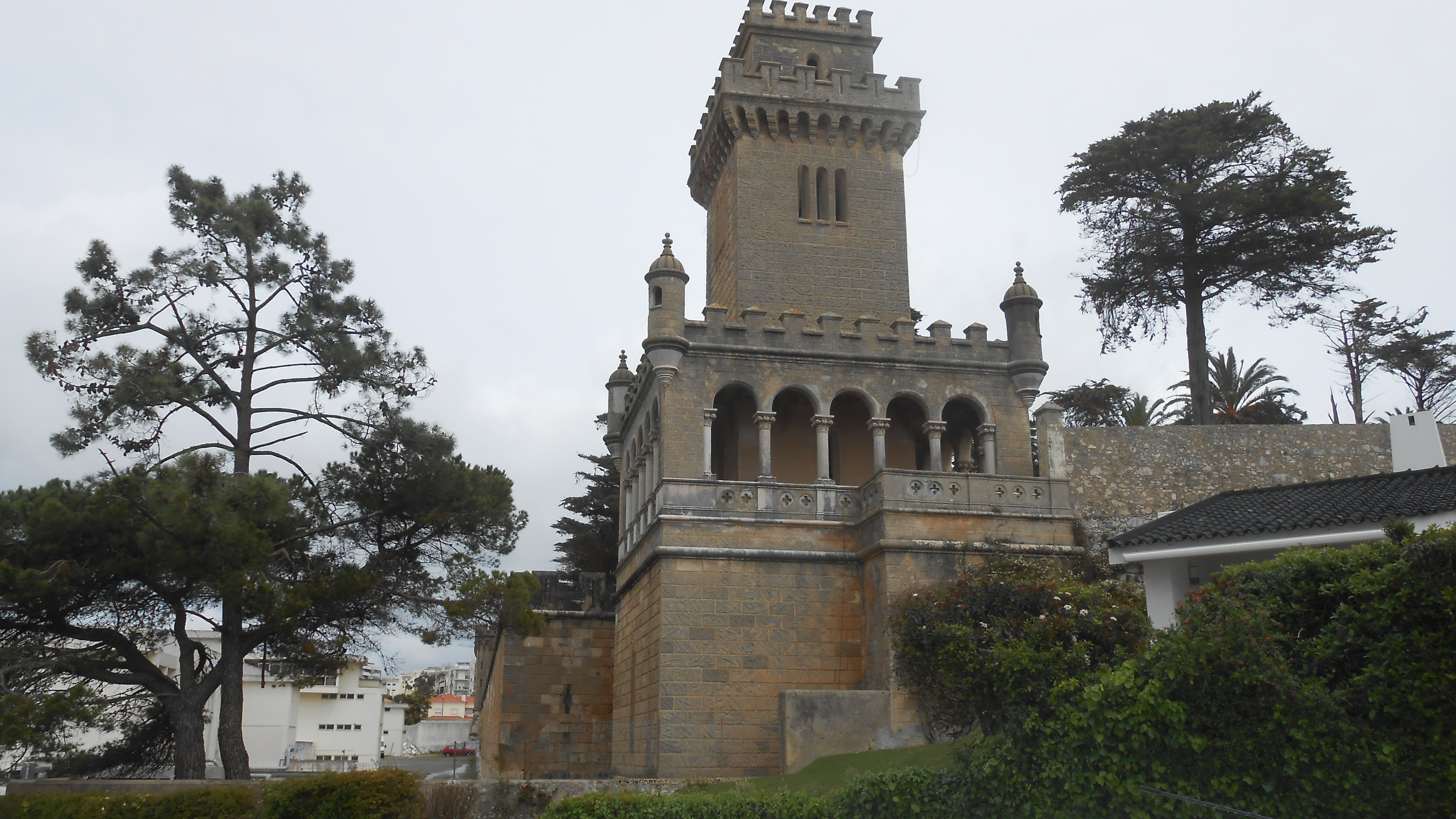
Der Aussichtsturm am Ende des Gartens, das dritte Gebäude der Anlage

Der Palácio Sotto Maior (auch Palácio Sotto Mayor) ist eine Villenanlage im portugiesischen Küstenort Figueira da Foz.

## Geschichte
Die großbürgerliche Villenanlage wurde Ende des 19. Jahrhunderts vom portugiesischen Geschäftsmann Joaquim Sotto Mayor in Auftrag gegeben. Dieser stammte ursprünglich aus Valpaços und war in Brasilien zu Reichtum gekommen. Bei einem Besuch der Stadt Figueira entschloss er sich, hier ein Haus zu bauen, wo er im Anschluss eine lange Zeit lebte. Der Bau wurde vom französischen Architekten Gaston Landeck geplant und dauerte 20 Jahre an. Mit der Gestaltung des Inneren wurden bekannte Künstler der Zeit beauftragt, darunter die Maler Antonio Ramalho und Dórdio Gomes. Neben dem Hauptgebäude im französischen Stil wurde noch ein weiteres Gebäude errichtet, mit einem charakteristischen Uhrturm, dessen Gestaltung von der Torre de Belém inspiriert war. Die Gebäude sind von einer umfassten Gartenanlage umgeben. Ein Aussichtsturm steht als drittes Gebäude am Ende des Gartens.
Nachdem 1967 das Unternehmen Sociedade Figueira Praia die Anlage erworben hatte, öffnete diese 1980 das Gebäude für die Öffentlichkeit. Nach der weitgehenden Übernahme von Figueira Praia durch die Amorim-Gruppe 1990 kam auch diese Anlage in deren Besitz.
Das zweite Gebäude ist heute ein multifunktionales, modern eingerichtetes Kongresszentrum, während das Hauptgebäude mit seinen Kunst- und Einrichtungsschätzen weiterhin besichtigt werden kann. Der Palácio Sotto-Mayor zählt heute zu den touristischen Attraktionen der Stadt Figueira.